# 이강두
이강두(李康斗, 1937년 1월 26일 ~ )는 대한민국의 정치인이다. 제14·15·16·17대 국회의원을 역임했으며 국민생활체육회 회장을 지냈다. 본관은 전주이며 효령대군파 18대손이다.

## 약력
- 1937년 1월 26일 경남 거창군 출생
- 1949년 거창국민학교 졸업
- 1952년 거창중학교 졸업
- 1955년 마산고등학교 졸업
- 1962년 고려대학교 정치외교학과 학사
- 1973년 서울대학교 행정대학원 행정학 석사
- 1978년 미국 일리노이 주립 윈저 대학교 대학원 경제학 석사
- 1987년 성균관대학교 대학원 행정학 박사

## 경력
- 1988. 1 ~ 1989. 2 경제기획원 예산실 예산심의관
- 1988. 2 ~ 1995. 8 인하대학교 겸임교수
- 1989. 2 ~ 1991. 3 경제기획원 대외 경제조정실 제1협력관
- 1991. 3 ~ 1992. 1 駐. 소련 한국대사관 경제공사
- 1992. 8 ~ 1993. 8 서강대학교 겸임교수
- 1997. 3 ~ 2007. 2 국민생활체육협의회 전국게이트볼연합회장
- 2006. 6 국민생활체육협의회 회장
- 2008. 8 ~ 2012. 3 국민생활체육회 회장
- 2009. 9 ~ 2013. 9 세계생활체육연맹(TAFISA) 회장
- 국가발전정책연구원 이사장
- 상생코리아 의장

## 논란
대한민국 제14대 국회의원 선거 기간중 열린 민자당 거창지구당 창당대회에서 선거운동원과 일반 시민들을 대상으로 3천 900만원 상당의 현금을 살포한 혐의로  구속이 된 적이 있다.

## 의정활동
- 1992. 5 ~ 1996.5 제14대 민주자유당 국회의원(경남 거창군)
- 1996. 5 ~ 2000. 5 제15대 신한국당 국회의원(경남 거창.합천군)
- 1996. 5 ~ 1997. 3 신한국당 제2정책조정위원장
- 1997. 9 ~ 1997.12 한나라당 공약개발위원회 농해수위원장
- 1997. 9 ~ 1997.12 한나라당 대통령후보 농수산담당 특별보좌역
- 1998. 2 ~ 1998. 8 한나라당 총재비서실장
- 1998. 12 ~ 1999. 8 한나라당 정책실장
- 1999. 8 ~ 2000. 10 한나라당 중앙위원회 수석부의장
- 2000. 5 ~ 2004. 5 제16대 한나라당 국회의원(경남 함양.거창군)
- 2000. 6 ~ 2001.10 한나라당 예산결산특별위원회 위원장
- 2000. 2 한나라당 경남 함양거창지구당 지구당위원장,당협위원장
- 2001. 5 ~ 2002. 1 한나라당 국가혁신위원회 민생복지분과 위원장
- 2001. 10 ~ 2002. 3 한나라당 경남도지부 위원장
- 2001. 12 ~ 2002. 7 한나라당 정책위의장
- 2002. 9 ~ 2002. 12 한나라당 중앙선대위 직능특위 경제직능위원장
- 2003. 1 한나라당 정치개혁을 위한 특별위원회 제1분과 위원장
- 2002. 7 ~ 2003. 6 국회 정무위원회 위원장
- 2003. 7 ~ 2004. 6 한나라당 정책위의장
- 2004. 5 ~ 2008. 5 제17대 한나라당 국회의원(경남 산청,함양,거창군)
- 2004. 7 ~ 2006. 6 한나라당 최고위원
- 2004. 7 국회 보건복지위원회 위원
- 2006. 6 국회 농림해양수산위원회 위원
- 2006. 12  한나라당 중앙위원회 의장

## 역대 선거 결과
|  | 49.86% |

|  | 43.55% |

|  | 69.89% |

|  | 62.02% |

## 소속 정당
| 소속 정당 | 소속 정당  | 소속 기간 | 비고           |
| --------- | ---------- | --------- | -------------- |
|           | 무소속     | 1992      | 정계 입문      |
|           | 민주자유당 | 1992~1995 | 입당           |
|           | 신한국당   | 1995~1997 | 당명 변경      |
|           | 한나라당   | 1997~2012 | 합당 정계 은퇴 |
|           | 새누리당   | 2012~2017 | 당명 변경      |
|           | 자유한국당 | 2017~2020 | 당명 변경      |
|           | 미래통합당 | 2020      | 합당           |
|           | 국민의힘   | 2020~현재 | 당명 변경      |

## 같이 보기
- 거창군 (1988년 선거구)
- 거창군의 국회의원
- 거창군·합천군
- 합천군의 국회의원
- 함양군·거창군 (2000년 선거구)
- 함양군의 국회의원
- 산청군·함양군·거창군 (2004년 선거구)
- 산청군의 국회의원